# Eva Wunsch-Weber
Eva Wunsch-Weber (* 13. Juni 1964 in Karlsruhe) ist eine deutsche Bankmanagerin und Vorstandsvorsitzende der Frankfurter Volksbank Rhein/Main eG.

## Leben
Nach dem Abschluss ihrer Berufsausbildung zur Bankkauffrau bei der Deutschen Bank AG im Jahr 1985 absolvierte sie bis 1991 ein Studium der Betriebswirtschaftslehre an der Universität Mannheim, das sie als Diplom-Kauffrau abschloss. Nach einem zweijährigen Trainee-Programm bei der Commerzbank in Mannheim trat sie schließlich im Jahr 1993 in die Frankfurter Volksbank ein.
Ab 1997 leitete sie den Vorstandsstab der Bank. In der Folge wurde Wunsch-Weber zunächst Leiterin des Dezernats für Grundsatzfragen (2000), das 2004 um die Verantwortung für den Fachbereich Personal erweitert wurde. Sie war außerdem von 2002 bis 2011 Mitglied des Boards of Directors der Frankfurter Volksbank International S. A. in Luxemburg.
Nach Stationen als Direktorin, Prokuristin und Generalbevollmächtigte wurde sie schließlich im Jahr 2008 Vorstandsmitglied. Von 2010 bis 2012 war Wunsch-Weber stellvertretende Vorsitzende des Vorstandes der Frankfurter Volksbank.
Im Februar 2011 bestimmte der Aufsichtsrat der Frankfurter Volksbank Wunsch-Weber als Nachfolgerin des langjährigen Vorstandsvorsitzenden Hans-Joachim Tonnellier. Begründet wurde dies mit der Absicht, früh für klare Verhältnisse, auch gegenüber den Mitarbeitern, sorgen zu wollen. Am 25. April 2012 übernahm Wunsch-Weber die Position Tonnelliers und wurde die erste Frau an der Spitze einer großen Volksbank in Deutschland. In dieser Funktion ist sie für u. a. für die Unternehmensführung, Marketing und Unternehmenskommunikation. Risiko und Compliance, Recht, Revision und für die Beteiligungen und Tochtergesellschaften der Bank verantwortlich.
Seitdem sie Vorstandsvorsitzende der Frankfurter Volksbank ist, fusionierte die Bank mit mehreren weiteren Instituten: 2016 mit der Volksbank Höchst a. M., 2018 mit der Vereinigten Volksbank Maingau und der Volksbank Griesheim sowie 2021 mit der VR-Bank eG, Alzenau. Es folgten die Fusionen mit der Rüsselsheimer Volksbank im Jahr 2022 und mit der Raiffeisen-Volksbank Aschaffenburg 2024, wodurch die größte deutsche Volksbank entstand. Zudem etablierte sie gemeinsam mit der Taunus Sparkasse im Jahr 2019 die FinanzPunkt-Initiative, ein Konzept zur gemeinsamen, flächendeckenden Nutzung von Geschäftsstellen zwischen Volksbanken und Sparkassen.

## Lehrtätigkeit
Von 1997 bis 2003 war Wunsch-Weber Dozentin an der Frankfurt School of Finance & Management.

## Mandate
Neben ihrer Position als Vorstandsvorsitzende der Frankfurter Volksbank bekleidet Wunsch-Weber verschiedene Gremienmandate, u. a. als Vorsitzende der Geschäftsführung der DZ Verwaltungs GmbH, Neu-Isenburg, als Vorsitzende im Zentralen Beirat der DZ BANK Gruppe und als Mitglied der Geschäftsführung der NMS DZ Verwaltungs GmbH, Neu-Isenburg. Zudem ist sie Mitglied der Vollversammlung und des Bankenausschusses der Industrie- und Handelskammer Frankfurt am Main.

## Mitgliedschaften
Ehrenamtlich engagiert sich Wunsch-Weber als Mitglied in Kuratorien wie der Gesellschaft für Kapitalmarktforschung, der Vereinigung von Freunden und Förderern der Johann Wolfgang Goethe-Universität Frankfurt am Main e.V, der Frankfurt School of Finance & Management gGmbH und dem Städel Museum. Zudem ist sie Mitglied im Beirat des Königsteiner Forums sowie Botschafterin der Startup-Initiative Frankfurt Forward.